# Douglas F3D Skyknight
Дуглас F3D «Скайнайт» (англ. Douglas F3D Skyknight; после 1962 года обозначение F-10) — американский палубный всепогодный перехватчик. Совершил первый полёт 23 марта 1948 года. Состоял на вооружении ВМС и Корпуса морской пехоты США с 1951 года, отдельные экземпляры использовались до 1970 года. Всего построено 265 машин. Применялся в Корейской войне, где одержал несколько воздушных побед; во время войны во Вьетнаме использовалась модификация, созданная для ведения радиоэлектронной борьбы.

## Боевое применение

### Корейская война
28 произведенных F3D-1 в основном использовались для обучения экипажей F3D, поэтому в Корейской войне эта модель не участвовала в боевых действиях .  F3D-2 Skyknight эксплуатировался на корейском театре военных действий только эскадрильями наземного базирования Корпуса морской пехоты США (USMC), начиная с августа 1952 года  Первые самолеты, прибывшие в Корею, первоначально не смогли прибыть в Корею. Начать работу из-за отсутствия удлинителей ствола, необходимых для безопасной стрельбы из пушек самолета; первый самолет, который был модифицирован, был выпущен 9 августа 1952 года, что позволило начать боевые действия в последующие недели.  До этого были проведены учения по развитию более тесной координации с наземными диспетчерами, от которых зависели F3D-2 во время их операций в ночное время.
Всего в ходе войны было потеряно 7-10(из них 2-х возможно не безвозвратные) самолетов.

## Тактико-технические характеристики
Приведённые данные соответствуют модификации F3D-2.

### Технические характеристики
- Экипаж: 2 человека
- Длина: 13,85 м
- Размах крыла: 15,24 м
- Высота: 4,90 м
- Площадь крыла: 37,2 м²
- Масса пустого: 6813 кг
- Масса снаряжённого: 9715 кг
- Масса максимальная взлётная: 12 151 кг
- Двигатель: Вестингауз J34-WE-36 (2×15,1 кН)

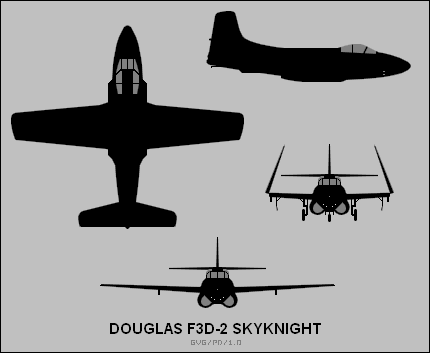
Проекции F3D

### Лётные характеристики
- Максимальная скорость: 852 км/ч
- Крейсерская скорость: 731 км/ч
- Скорость сваливания: 149 км/ч
- Дальность полёта с 2 ПТБ: 2212 км
- Практический потолок: 11 200 м
- Скороподъёмность: 15,1 м/с (906 м/мин)
- Удельная нагрузка на крыло: 383 кг/м²
- Тяговооружённость: 0,32

### Вооружение
- Пушки: 4×20 мм, боезапас — 200 сн/ствол
- Бомбы (2×910 кг)
- На модификации F3D-2M — четыре ракеты AIM-7